# Jörg Bergen
Jörg Bergen (* 27. Juni 1966 in Marbach am Neckar) ist ein ehemaliger deutscher Fußballspieler und -trainer.

## Karriere

### Spieler
Bergen begann vierjährig beim TV Pflugfelden, einem Stadtteilverein aus Ludwigsburg, mit dem Fußballspielen und wechselte elfjährig zum FV Markgröningen im Landkreis Ludwigsburg. Nach vier Spielzeiten wechselte er 1981 in die Jugendabteilung der Stuttgarter Kickers, in der er drei Spielzeiten aktiv war. Dem Jugendalter entwachsen, rückte er 1984 in deren Amateurmannschaft auf und absolvierte drei Spielzeiten in der Verbandsliga Württemberg, ehe er sich dem in der Oberliga Baden-Württemberg spielenden FC Marbach anschloss.
Zur Saison 1991/92 wechselte er zur SpVgg Unterhaching in die Bayernliga, die er mit ihr als Meister abschloss. In der Aufstiegsrunde setzte sich Haching gegen den SSV Reutlingen und Viktoria Aschaffenburg durch und stieg in die 2. Bundesliga auf. In seiner ersten Zweitligasaison bestritt Bergen 42 von 46 Punktspielen und erzielte sieben Tore. Das Gastspiel in der zweithöchsten deutschen Spielklasse war jedoch nur von kurzer Dauer, da Unterhaching den Klassenerhalt knapp verfehlte und 1993 wieder in der Bayernliga spielte. Der erneute Aufstieg in die Zweitklassigkeit erfolgte zur Saison 1995/96 und nach drei weiteren Spielzeiten der erstmalige Aufstieg in die Bundesliga 1999/2000. In zwei Spielzeiten kam Bergen 24-mal zum Einsatz. Ferner bestritt er zehn DFB-Pokalspiele, in denen ihm ein Tor gelang.
Mit dem Abstieg am Ende der Saison 2000/01 verließ er den Verein und schloss sich der Amateurmannschaft des FC Bayern München in der drittklassigen Regionalliga Süd an, für die er in zwei Spielzeiten 22 Punktspiele bestritt. Danach absolvierte er eine Saison für die Fußballabteilung des TSV Dorfen in der gleichnamigen Stadt im Landkreis Erding. Von 2005 bis 2007 war er nochmal für die zweite Mannschaft der SpVgg Unterhaching aktiv, als Spieler und für eine Spielzeit nebenbei auch als Co-Trainer unter Fredi Ruthe. Danach war er bis 2008 für den bayerischen Bezirksligisten TuS Holzkirchen im gleichnamigen Ort im Landkreis Miesbach aktiv.

### Trainer
Nachdem er von 2005 bis 2006 die SpVgg Unterhaching II als Co-Trainer betreute, trainierte er in der Zeit von 2008 bis 2009 die Fußballabteilung des Amateurvereins TSV Ottobrunn in der gleichnamigen Gemeinde im oberbayerischen Landkreis München.